# Brasilotyphlus
Genre
Brasilotyphlus est un genre de gymnophiones de la famille des Siphonopidae.

## Répartition
Les deux espèces de ce genre sont endémiques du Brésil. Elles se rencontrent dans les États d'Amazonas, du Pará et du Mato Grosso.

## Liste d'espèces
Selon Amphibian Species of the World (11 février 2014) :
- Brasilotyphlus braziliensis (Dunn, 1945)
- Brasilotyphlus guarantanus Maciel, Mott & Hoogmoed, 2009

## Publication originale
- Taylor, 1968 : The Caecilians of the World: A Taxonomic Review. Lawrence: University of Kansas Press, p. 1-848.